# Clase Jin
El Tipo 094 (en chino tradicional, 09-IV型核潛艇; en chino simplificado, 09-IV型核潜艇; designación china: 09-IV; designación OTAN: clase Jin) es una clase de submarino de misiles balísticos desarrollado por China para la Fuerza Submarina de la Armada del Ejército Popular de Liberación. El Tipo 094 es el sucesor del Tipo 092 (designación OTAN: clase Xia) y el predecesor del Tipo 096.

## Misión
La misión principal de los submarinos lanzamisiles nucleares Tipo 094, o clase Jin, es su mantener la capacidad creíble de ejecutar un ataque nuclear contra Estados Unidos, o cualquier otro enemigo que amenace a China con armas atómicas, en situaciones de crisis. Es el componente naval de la tríada nuclear china.

## Historia
Buscando cerrar la brecha con Estados Unidos y Rusia y ser capaz de mantener una presencia de SSBN en el mar de China, China se lanzó a realizar el Tipo 094. Aunque fue un avance respecto a su predecesor es una nave con luces y sombras.
El Tipo 094 fue visto por primera vez en 2006 en imágenes de satélites comerciales en la base de submarinos Xiaopingdao. Se observó que era más largo que el Tipo 092. En mayo de 2007, dos Tipo 094 fueron vistos en el astillero de Bohai pero no estaba claro si uno de ellos era el observado en 2006.
Un primer submarino Tipo 094 estaba operativo en 2010, ya había tres en 2013, cuatro en 2015 y posiblemente seis en 2020. La llegada del Tipo 094 fue una gran mejora para China ya que permitió retirar a los submarinos de la clase Xia, que estuvieron sometidos a un cúmulo de errores y malas prácticas durante su proceso de construcción e instalación del sistema de misiles. Eran unos submarinos lentos, ruidosos y con un reactor nuclear poco fiable. Además, los misiles JL-2 (denominación OTAN CSS-N5-Sabbot), con un alcance de 8.000 kilómetros, son mejores que los JL-1 de los clase Xia.
La República Popular China está interesada en aumentar sus fuerzas de misiles ICBM con submarinos SSBN para mejorar su fuerza disuasoria nuclear integral. En 2015 iniciaron patrullas de disuasión nuclear.

## Descripción
Está clase de submarinos es un derivado de diseños anteriores, representando un avance significativo respecto a la clase Xia (Tipo 092) que le precedió. Los Tipos 92 fueron pioneros cuando entraron en servicio en 1983, pero rápidamente se pusieron en evidencia fallos críticos: problemas de fiabilidad y excesiva emisión de ruidos que facilitaban su detección. En busca de mejoras los Tipo 094 muestran similitudes con los submarinos de clase Delta III soviéticos. Hay quien cree que acabada la guerra fría existió colaboración con la Oficina de Diseño Rubin de Rusia.

Dibujo de un submarino Tipo 094

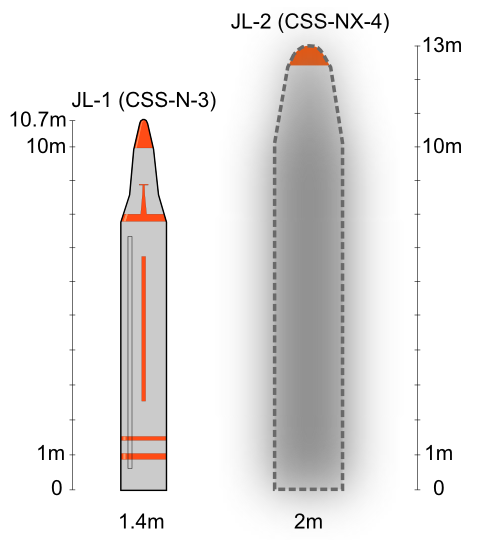
Misiles JL-1 y JL-2

El Tipo 094 está armado con 12 misiles SLBM JL-2, cada uno con un alcance estimado de 7,400 km. Cada misil lleva una ojiva. El Tipo 094 y el JL-2 es el primer elemento de disuasión nuclear creíble de China basado en el mar. Las actualizaciones incluyen la integración de los misiles balísticos JL-3, con un alcance de hasta 12.000 kilómetros.
Según Globalsecurity.org, un Tipo 094 patrullando justo al noreste de las Islas Kuriles podría atacar tres cuartos de los Estados Unidos contiguos; mientras que patrullando en las aguas costeras chinas apenas alcanzaría a atacar las Islas Aleutianas. Según Thomas-Noone y Medcalf, el ruido del Tipo 094 le dificultaría adentrarse y mantenerse en áreas de patrulla desde donde podría atacar a los Estados Unidos contiguos; sin embargo, dichas limitaciones no existirían contra objetivos indios.

## Ruido
En 2009, un listado de la Oficina de Inteligencia Naval de la Armada de los Estados Unidos enumeró al Tipo 094 como un poco más ruidoso que los submarinos del Proyecto 667BDR (designación OTAN: clase Delta III) de finales de la década de 1970, algunos de los cuales estuvieron en servicio hasta 2015 en la Armada de Rusia.
Este problema de ruido en un submarino cuya misión le obliga a con aventurarse lejos de la costa para alcanzar sus objetivos, plantea serias dudas sobre su eficacia como elemento disuasorio. En un enfrentamiento con submarinos estadounidenses en el Pacífico, los Tipo 094 podrían encontrarse en una posición desventajosa.

## Tipo 094A
El Tipo 094A es una variante con una vela modificada y mejorada. Su vela parece incorporar características de una instalada en un Tipo 093 modificado.
La variante Tipo 094A se cree fue introducida en servicio el año 2018. Se cree que representa un avance tecnológico notable, aunque hay poca información. Pero se cree que solo existen dos unidades en servicio, aunque parece que otros dos submarinos podrían haberse incorporado a la flota recientemente, incorporando mejoras adicionales a las del Tipo 094A.

## Unidades
| Nombre        | Número de casco | Astillero               | Inicio   | Botado              | Alta                | Estado   |
| Tipo 094      | Tipo 094        | Tipo 094                | Tipo 094 | Tipo 094            | Tipo 094            | Tipo 094 |
| ------------- | --------------- | ----------------------- | -------- | ------------------- | ------------------- | -------- |
|               | 411             | Bohai Shipyard, Huludao | 2001     | 28 de julio de 2004 | Marzo de 2007       | Activo   |
| Changzheng 10 | 412             | Bohai Shipyard, Huludao | 2003     | 2006                | 2010                | Activo   |
| Changzheng 11 | 413             | Bohai Shipyard, Huludao | 2004     | Diciembre de 2009   | 2012                | Activo   |
| Changzheng 18 | 421             |                         |          |                     | 23 de abril de 2021 | Activo   |
| Tipo 094A     |                 |                         |          |                     |                     |          |
|               |                 |                         |          |                     | 2020                | Activo   |
|               |                 |                         |          |                     | 2020                | Activo   |